# Moses Tanui
Moses Tanui, född 20 augusti 1965 i Nandi är en kenyansk före detta friidrottare som tävlade i långdistanslöpning. 
Tanuis första större mästerskap var OS 1988 i Seoul där han blev åtta. Samma placering nådde han vid OS 1992 i Barcelona. Hans främsta merit är VM-guldet 1991 i Tokyo på 10 000 meter. Ett guld han misslyckades att försvara vid VM 1993 i Stuttgart där han slutade på andra plats. 
1995 van Tanui och 1997 blev han tvåa vid VM i halvmaraton och han har flera gånger under slutet av 1990-talet och början av 2000-talet placerat sig långt fram vid de stora maratonloppen runt om i världen.

## Personliga rekord
- 10 000 meter - 27.18,32 från 1993
- Halvmaraton - 59.47 från 1993
- Maraton - 2.06.16 från 1999